# Biporus mycorhynchus
Biporus mycorhynchus is een lepelworm uit de familie Bonelliidae.
De wetenschappelijke naam van de soort werd in 2000 door V.V. Murina & D.V. Popkov gepubliceerd.